# Cabale et Amour

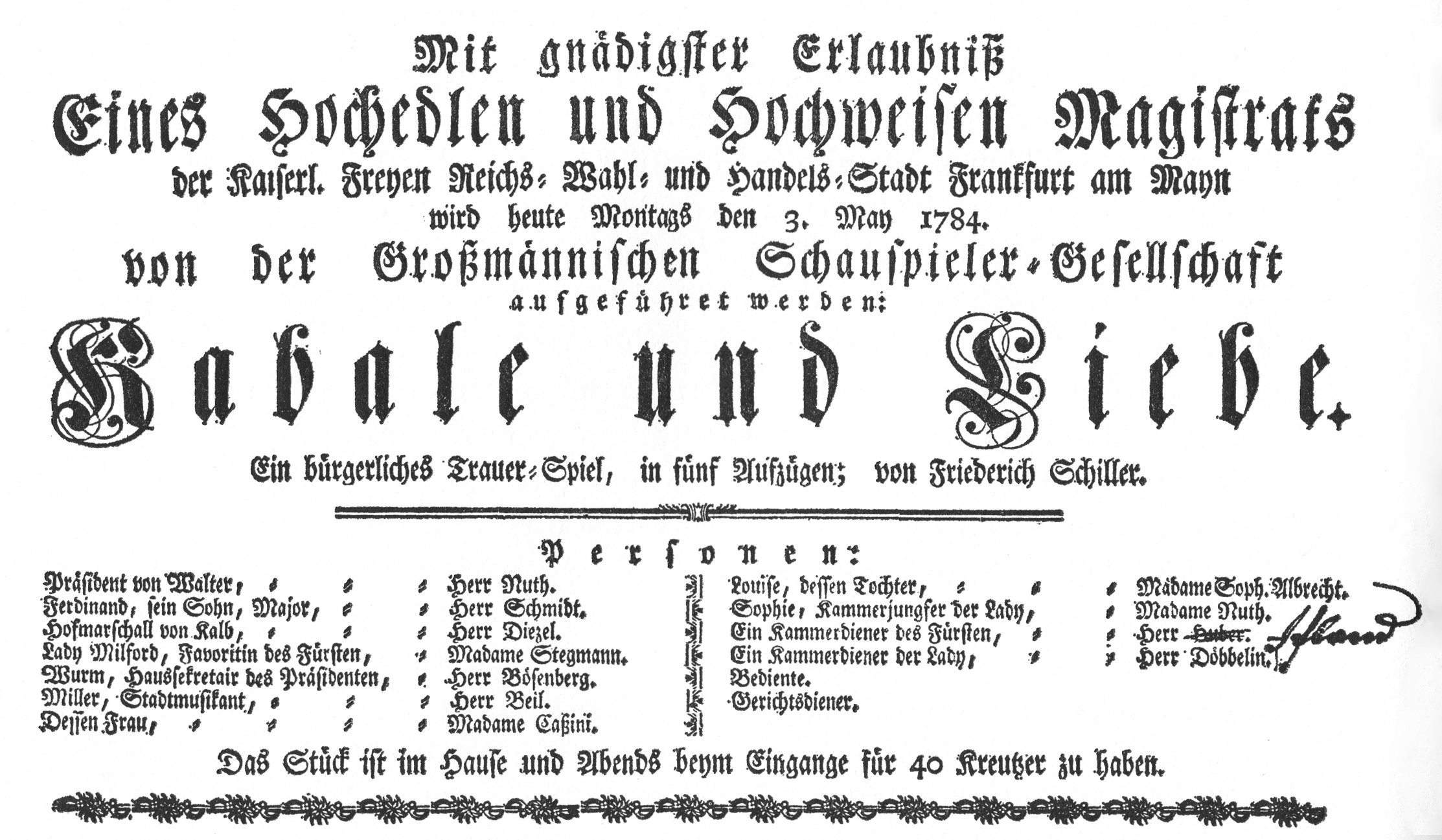
Affiche de 1784 à Francfort

Cabale et Amour (également Intrigue et Amour ; Kabale und Liebe en allemand) est une pièce de théâtre en cinq actes de Friedrich von Schiller, jouée pour la première fois le 13 avril 1784 à Francfort-sur-le-Main. Représentative du drame bourgeois et du Sturm und Drang, la pièce met en scène une histoire d'amour tragique entre le noble Ferdinand von Walter et Louise Miller, fille de musicien, incarnant le conflit entre la bourgeoisie et la noblesse à la fin du XVIIIe siècle.
La pièce caricature entre autres Heinrich Julius Alexander von Kalb (en), époux de Charlotte von Kalb, dont Schiller est très proche.
Originellement intitulée Luise Millerin, elle est renommée Kabale und Liebe sur la proposition de l'acteur August Wilhelm Iffland. La pièce compte parmi les grands drames classiques allemands et fait régulièrement l'objet d'études scolaires en cours d'allemand. En 1849, Giuseppe Verdi l’adapte en opéra sous le titre Luisa Miller, sur un livret de Salvadore Cammarano.